# Rap de Massagem
Rap de Massagem é o primeiro álbum de estúdio da dupla musical brasileira de Hip hop Hot e Oreia, lançado pelo selo da gravadora A Macaco Indústria Criativa em julho de 2019.
É considerado o álbum que inaugurou a carreira de Hot e Oreia, e que auxiliou a dupla na conquista de um reconhecimento inicial.

## Descrição
Todas as músicas foram gravadas e mixadas no Estúdio Giffone em Belo Horizonte com Sérgio Giffone e Macaco Produtor. Algumas gravações adicionais foram feitas no Estúdio Morada com o produtor Fantasmatik, aonde foi efetuada a pré produção do álbum. Sendo que a produção musical ficou por conta do Fantasmatik, e a masterização foi feita por Arthur Luna. A foto da capa de Rap de Massagem foi criada por Paulo Abreu.
Rap de Massagem é o álbum de estreia da dupla Hot e Oreia, funciona como um indicativo evidente de lirismo cômico que embala o som produzido pela dupla de Belo Horizonte. O álbum não necessariamente utiliza um gênero ou conceito específico, os dois artistas transitam por entre ritmos e fórmulas pouco usuais de forma a se distanciar de outros nomes recentes da produção brasileira. Sendo que frações poéticas que vão de elementos da cultura africana ao Pop em uma linguagem acessível, despretensiosa, mas consciente, um cuidado que se reflete até a faixa de encerramento do disco, Cigarro.

## Faixas
| Nº | Título          | Compositor(es)                  | Produção (Beat)                                                 | Sample(s)               | Duração |
| -- | --------------- | ------------------------------- | --------------------------------------------------------------- | ----------------------- | ------- |
| 1  | Eparrei         | Hot e Oreia, Rafael Fantini     | Fantasmatik                                                     |                         | 3:49    |
| 2  | Eu Vou          | Hot e Oreia, Djonga             | Enece                                                           |                         | 4:24    |
| 3  | Rappers         | Hot e Oreia                     | Coyote Beatz                                                    | Zulema - American Fruit | 2:45    |
| 4  | Xango           | Hot e Oreia, Luedji Luna        | Fantasmatik                                                     |                         | 2:58    |
| 5  | Rap de Massagem | Hot e Oreia, Luiz Gabriel Lopes | Johny Martinez                                                  |                         | 1:49    |
| 6  | Tema            | Hot e Oreia, Marina Sena        | Coyote Beatz                                                    |                         | 4:07    |
| 7  | Bicho de Goiaba | Hot e Oreia                     | Estudio Giffoni                                                 |                         | 2:44    |
| 8  | Estilo          | Hot e Oreia                     | Fantasmatik (beat de introdução), Coyote Beatz (beat principal) |                         | 3:08    |
| 9  | Cigarro         | Hot e Oreia                     | Enece                                                           |                         | 3:14    |

## Formação
- Hot
- Oreia